# 처인성 전투
처인성 전투(處仁城 戰鬪)는 제2차 고려-몽골 전쟁의 전투이다.

## 개요
칭기즈 칸이 전 세계를 지배하게 되자, 거란족들은 고려를 침략한다. 이 때 몽골이 고려와 함께 하여 거란족들을 추방시킨다. 그러나 이를 구실로 하여 몽골은 고려에게 지나치게 많은 것을 요구하고, 때마침 저고여가 귀국길에 피살되면서 일이 시작된다.
1차 침입 후 몽골은 퇴각하였으나, 다루가치라는 감독관을 남기고 간다.
그러자 이를 계기로 최씨 정권은 몽골인이 물을 무서워 할 것이다라고 생각하여 강화도로 천도하게 된다. 그런데 이것은 몽골을 상대로 전쟁을 하겠다는 선전 포고와도 같았다.
1232년, 제2차 고려-몽골 전쟁 때 김윤후가 살리타이를 살해하면서 막을 내렸다.